# 154-es busz (Budapest, 1977–2008)
A budapesti 154-es jelzésű autóbusz a Kispest, Határ út és Soroksár, Auchan áruház között, a 154A jelzésű betétjárata a kispesti kör nélkül ugyanezen a vonalon, a 154B jelzésű betétjárata a Kispest, Határ út és a Használtcikk piac között közlekedett. A vonalakat a Budapesti Közlekedési Zrt. üzemeltette.

## Története
54Y jelzéssel a Boráros tér és a kispesti Ady Endre út között már az 1963-ban is közlekedtek autóbuszok a Soroksári út – Illatos út – Hullay Jenő (ma Nádasdy) utca utca – Oláh Sándor (ma Szegfű) utcaútvonalon. Az 1977-es átszámozásokkor ez a járat a 154-es jelzést kapta. 1980. március 30-ától a kispesti Határ út metróállomástól a Pannónia út – Petőfi (ma Kós Károly) tér – Pannónia út – Hullay Jenő (ma Nádasdy) utca – Vörös csillag (ma Hofherr Albert) utca útvonalon az Ady Endre útig közlekedett, visszafelé a Vörös Október (ma Vas Gereben) utcán érkezett vissza a Hullay Jenő utcához. 1989 októberében a Határ út és a Vörös Október utca között útvonala a 194-es busszal felcserélődött, a Határ út – Nagykőrösi út – Vörös Október utcán érkezett a Hullay Jenő utcai kereszteződéshez és járta be a korábbi hurokvonalát.
2005. december 1-jén a déli végállomása a soroksári Auchan áruházhoz került, ezzel egy időben két betétjárata is indult. A 154A az áruháztól visszafelé nem tért be Kispestre, hanem egyenesen haladt a Nagykőrösi úton. A 154B nem ment el az áruházig, hanem a Használtcikk piacnál megfordult és a 154-es útvonalán ment tovább a Határ útig.
2008. szeptember 5-én mind a három járat megszűnt, helyette az Auchan áruházhoz a Pesterzsébeten keresztül közlekedő 123-as busz megy ki, a kispesti hurkot pedig a 199-es busz teszi meg, mely a Nagykőrösi út helyett a Nádasdy utcán közlekedik.
2014. szeptember 1-jétől újra jár 154-es busz, a gazdagréti 153-ast két járatra osztották: 153-as jelzéssel a korábbi útvonalán, 154-es jelzéssel pedig az Etele úton át közlekedik.

## Útvonala
| Soroksár, Auchan áruház / Használtcikk piac felé                                                                         | Kispest, Határ út felé |
| 154 | 154 |
| --- | --- |
| Kispest, Határ út vá. – Határ út – Nagykőrösi út – Szervizút – M5-ös út – Auchan csomópont – Soroksár, Auchan áruház vá. | Soroksár, Auchan áruház vá. – Régi Szentlőrinci út – M5-ös út – Nagykőrösi út – Vas Gereben utca – Nádasdy utca – Hofherr Albert utca – Ady Endre út – Vas Gereben utca – Nagykőrösi út – Határ út – Kispest, Határ út vá. |
| 154A | |
| Kispest, Határ út vá. – Határ út – Nagykőrösi út – Szervizút – M5-ös út – Auchan csomópont – Soroksár, Auchan áruház vá. | Soroksár, Auchan áruház vá. – Régi Szentlőrinci út – M5-ös út – Nagykőrösi út – Határ út – Kispest, Határ út vá. |
| 154B | |
| Kispest, Határ út vá. – Határ út – Nagykőrösi út – Használtcikk piac vá.                                                 | Használtcikk piac vá. – Nagykőrösi út – Vas Gereben utca – Nádasdy utca – Hofherr Albert utca – Ady Endre út – Vas Gereben utca – Nagykőrösi út – Határ út – Kispest, Határ út vá.                                         |

## Megállóhelyei
| 154 (Kispest, Határ út – Soroksár, Auchan áruház)  | 154 (Kispest, Határ út – Soroksár, Auchan áruház)  | 154 (Kispest, Határ út – Soroksár, Auchan áruház)  | 154 (Kispest, Határ út – Soroksár, Auchan áruház)  | 154 (Kispest, Határ út – Soroksár, Auchan áruház)  | 154 (Kispest, Határ út – Soroksár, Auchan áruház)  | 154 (Kispest, Határ út – Soroksár, Auchan áruház)    | 154 (Kispest, Határ út – Soroksár, Auchan áruház)  |
| 154A (Kispest, Határ út – Soroksár, Auchan áruház) | 154A (Kispest, Határ út – Soroksár, Auchan áruház) | 154A (Kispest, Határ út – Soroksár, Auchan áruház) | 154A (Kispest, Határ út – Soroksár, Auchan áruház) | 154A (Kispest, Határ út – Soroksár, Auchan áruház) | 154A (Kispest, Határ út – Soroksár, Auchan áruház) | 154A (Kispest, Határ út – Soroksár, Auchan áruház)   | 154A (Kispest, Határ út – Soroksár, Auchan áruház) |
| 154B (Kispest, Határ út – Használtcikk piac)       | 154B (Kispest, Határ út – Használtcikk piac)       | 154B (Kispest, Határ út – Használtcikk piac)       | 154B (Kispest, Határ út – Használtcikk piac)       | 154B (Kispest, Határ út – Használtcikk piac)       | 154B (Kispest, Határ út – Használtcikk piac)       | 154B (Kispest, Határ út – Használtcikk piac)         | 154B (Kispest, Határ út – Használtcikk piac)       |
| Perc (↓)                                           | Perc (↓)                                           | Megállóhely                                        | Perc (↑)                                           | Perc (↑)                                           | Perc (↑)                                           | Átszállási kapcsolatok a járat megszűnésekor         |                                                    |
| 154 154A                                           | 154B                                               | Megállóhely                                        | 154                                                | 154A                                               | 154B                                               | Átszállási kapcsolatok a járat megszűnésekor         |                                                    |
| -------------------------------------------------- | -------------------------------------------------- | -------------------------------------------------- | -------------------------------------------------- | -------------------------------------------------- | -------------------------------------------------- | ---------------------------------------------------- | -------------------------------------------------- |
| 0                                                  | 0                                                  | Kispest, Határ út 154-154A-154B végállomás         | 26                                                 | 16                                                 | 21                                                 | 66, 66, 84E, 89E, 94E, 99, 123, 194, 294E 42, 50, 52 |                                                    |
| 2                                                  | 2                                                  | Távíró köz (↓) Mészáros Lőrinc utca (↑)            | 23                                                 | 13                                                 | 18                                                 | 66 52                                                |                                                    |
| 4                                                  | 4                                                  | Nagykőrösi út (↓) Nagykőrösi út (Határ út) (↑)     | 22                                                 | 12                                                 | 17                                                 | 48, 54, 55, 66, 84E, 89E, 94E, 123, 294E 3, 52       |                                                    |
| 6                                                  | 6                                                  | Hitel Márton utca (↓) Gomb utca (↑)                | 20                                                 | 10                                                 | 15                                                 | 54, 55                                               |                                                    |
| 7                                                  | 7                                                  | Kossuth Lajos utca (↓) Újlaki utca (↑)             | 19                                                 | 9                                                  | 14                                                 | 54, 55                                               |                                                    |
| 8                                                  | 8                                                  | Irányi utca (↓) Pannónia út (↑)                    | 19                                                 | 9                                                  | 14                                                 | 54, 55                                               |                                                    |
| 8                                                  | 8                                                  | Nagysándor József utca (↓) Hunyadi utca (↑)        | 18                                                 | 8                                                  | 13                                                 | 51, 54, 55, 84E, 89E, 99, 151, 294E                  |                                                    |
| 9                                                  | 9                                                  | Debrecen utca (↓) Batthyány utca (↑)               | 17                                                 | 7                                                  | 12                                                 | 54, 55                                               |                                                    |
| 10                                                 | 10                                                 | Vasút sor (↓) Zrínyi utca (↑)                      | 17                                                 | 7                                                  | 12                                                 | 54, 55                                               |                                                    |
| ∫                                                  | ∫                                                  | Nagykőrösi út                                      | 16                                                 | ∫                                                  | 11                                                 | 54, 55                                               |                                                    |
| ∫                                                  | ∫                                                  | Nádasdy utca                                       | 15                                                 | ∫                                                  | 10                                                 | 68, 194                                              |                                                    |
| ∫                                                  | ∫                                                  | Mészáros Lőrinc utca                               | 15                                                 | ∫                                                  | 10                                                 |                                                      |                                                    |
| ∫                                                  | ∫                                                  | Szegfű utca                                        | 14                                                 | ∫                                                  | 9                                                  |                                                      |                                                    |
| ∫                                                  | ∫                                                  | Vas Gereben utca                                   | 13                                                 | ∫                                                  | 8                                                  | 42                                                   |                                                    |
| ∫                                                  | ∫                                                  | Ady Endre út                                       | 12                                                 | ∫                                                  | 7                                                  | 93 42                                                |                                                    |
| ∫                                                  | ∫                                                  | Áchim András utca                                  | 10                                                 | ∫                                                  | 5                                                  |                                                      |                                                    |
| ∫                                                  | ∫                                                  | Hofherr Albert utca                                | 9                                                  | ∫                                                  | 4                                                  | 194                                                  |                                                    |
| ∫                                                  | ∫                                                  | Garázs utca                                        | 8                                                  | ∫                                                  | 3                                                  | 194                                                  |                                                    |
| ∫                                                  | ∫                                                  | Pincér utca                                        | 8                                                  | ∫                                                  | 3                                                  | 68, 194                                              |                                                    |
| ∫                                                  | ∫                                                  | Zalaegerszeg utca                                  | 7                                                  | ∫                                                  | 2                                                  | 68                                                   |                                                    |
| 11                                                 | 11                                                 | Kéreg utca (↓) Vas Gereben utca (↑)                | 6                                                  | 6                                                  | 1                                                  | 54, 55, 84E, 89E, 294E                               |                                                    |
| 11                                                 | 11                                                 | Alvinc utca                                        | ∫                                                  | ∫                                                  | ∫                                                  | 54, 55                                               |                                                    |
| 12                                                 | 12                                                 | Fiume utca                                         | ∫                                                  | ∫                                                  | ∫                                                  | 54, 55, 84E, 89E, 294E                               |                                                    |
| ∫                                                  | 14                                                 | Használtcikk piac 154B végállomás                  | 5                                                  | 5                                                  | 0                                                  | 54, 55, 84E, 89E, 294E                               |                                                    |
| 18                                                 | ∫                                                  | Soroksár, Auchan áruház 154-154A végállomás        | 0                                                  | 0                                                  | ∫                                                  | 123                                                  |                                                    |